# Karol Nawrocki
Karol Tadeusz Nawrocki (ur. 3 marca 1983 w Gdańsku) – polski historyk, polityk, działacz społeczny i samorządowy, doktor nauk humanistycznych. Prezydent Rzeczypospolitej Polskiej od 6 sierpnia 2025.
W latach 2017–2021 dyrektor Muzeum II Wojny Światowej w Gdańsku, w latach 2021–2025 prezes Instytutu Pamięci Narodowej.

## Życiorys

### Dzieciństwo i wykształcenie
Urodził się w Gdańsku jako pierworodne z dwojga dzieci Ryszarda i Elżbiety. Pierwsze imię, Karol, otrzymał na cześć papieża Jana Pawła II. Wychowywał się w gdańskiej dzielnicy Siedlce, która wówczas miała charakter robotniczy. Do 1998 uczył się w Szkole Podstawowej nr 58 w Gdańsku, następnie rozpoczął naukę w IV Liceum Ogólnokształcącym w rodzinnym mieście, gdzie w 2002 zdał egzamin maturalny. W 2003 ukończył, z tytułem specjalisty ds. zarządzania personelem, Policealne Studium Biznesu i Administracji w Gdańsku. W 2003 rozpoczął studia w Instytucie Historii Uniwersytetu Gdańskiego, gdzie w 2008 uzyskał tytuł magistra. W 2013 na Uniwersytecie Gdańskim na podstawie rozprawy pt. Opór społeczny wobec władzy komunistycznej w województwie elbląskim 1976–1989 uzyskał stopień naukowy doktora nauk humanistycznych. Jego promotorem był dr hab. Grzegorz Berendt. Recenzentami pracy doktorskiej byli: prof. Antoni Dudek oraz prof. dr hab. Wojciech Polak. Na Politechnice Gdańskiej w 2023 ukończył studia podyplomowe International MBA in Strategy, Programme and Project Management.

### Działalność sportowa
W młodzieńczym wieku grał w barwach drużyn piłkarskich Ex Siedlce i KKS Gedania (1997–2000) oraz reprezentował bokserską drużynę RKS Stoczniowiec (2000–2004). W barwach RKS Stoczniowiec w 2004 wywalczył pierwsze miejsce w Strefowym Turnieju pięściarskim o Puchar Polski dla juniorów w wadze 91 kg. Następnie był zawodnikiem i kapitanem drużyny piłkarskiej Ex Siedlce Gdańsk. W 2010 założył sekcję sportów walk Ex Siedlce Gdańsk.

### Praca zawodowa
Od stycznia 2009 do 2017 pracował w Instytucie Pamięci Narodowej. W latach 2013–2017 pełnił funkcję naczelnika Oddziałowego Biura Edukacji Publicznej IPN w Gdańsku. W latach 2017–2021 był dyrektorem Muzeum II Wojny Światowej w Gdańsku. 1 czerwca 2021 został wiceprezesem IPN. 27 kwietnia 2021 Kolegium IPN rekomendowało jego kandydaturę na stanowisko prezesa Instytutu Pamięci Narodowej.
28 maja 2021 Sejm, stosunkiem głosów 248 za, 198 przeciw i 4 wstrzymujących, wybrał go na prezesa IPN (za jego wyborem głosował klub Prawa i Sprawiedliwości i koło Konfederacji, a także część posłów Polskiego Stronnictwa Ludowego, Kukiz’15, Polskich Spraw i 2 posłów niezrzeszonych), zaś 23 lipca 2021 stosunkiem głosów 52 za, 47 przeciw i 1 wstrzymujący się, Senat zgodził się na ten wybór (za zgodą na wybór głosowali senatorowie PiS, a także 1 senator Koalicji Obywatelskiej, 2 senatorów PSL oraz 1 senator niezrzeszona). Tego samego dnia Karol Nawrocki złożył przed Sejmem ślubowanie, obejmując urząd prezesa IPN, jednocześnie przestał być dyrektorem Muzeum II Wojny Światowej w Gdańsku. Urząd prezesa IPN zakończył 6 sierpnia 2025, w związku objęciem urzędu prezydenta Rzeczypospolitej Polskiej.
W lutym 2024 znalazł się na liście osób poszukiwanych przez Ministerstwo Spraw Wewnętrznych Federacji Rosyjskiej w związku z postępowaniem karnym w sprawie o „zniszczenie i uszkodzenie” pomników upamiętniających żołnierzy Armii Czerwonej poległych w walkach przeciwko III Rzeszy na terenie Polski w latach 1944–1945. Powodem postawienia zarzutu była obecność Nawrockiego przy demontażu Pomnika Wdzięczności Armii Czerwonej w Głubczycach w październiku 2022.

### Działalność naukowa i wystawiennicza

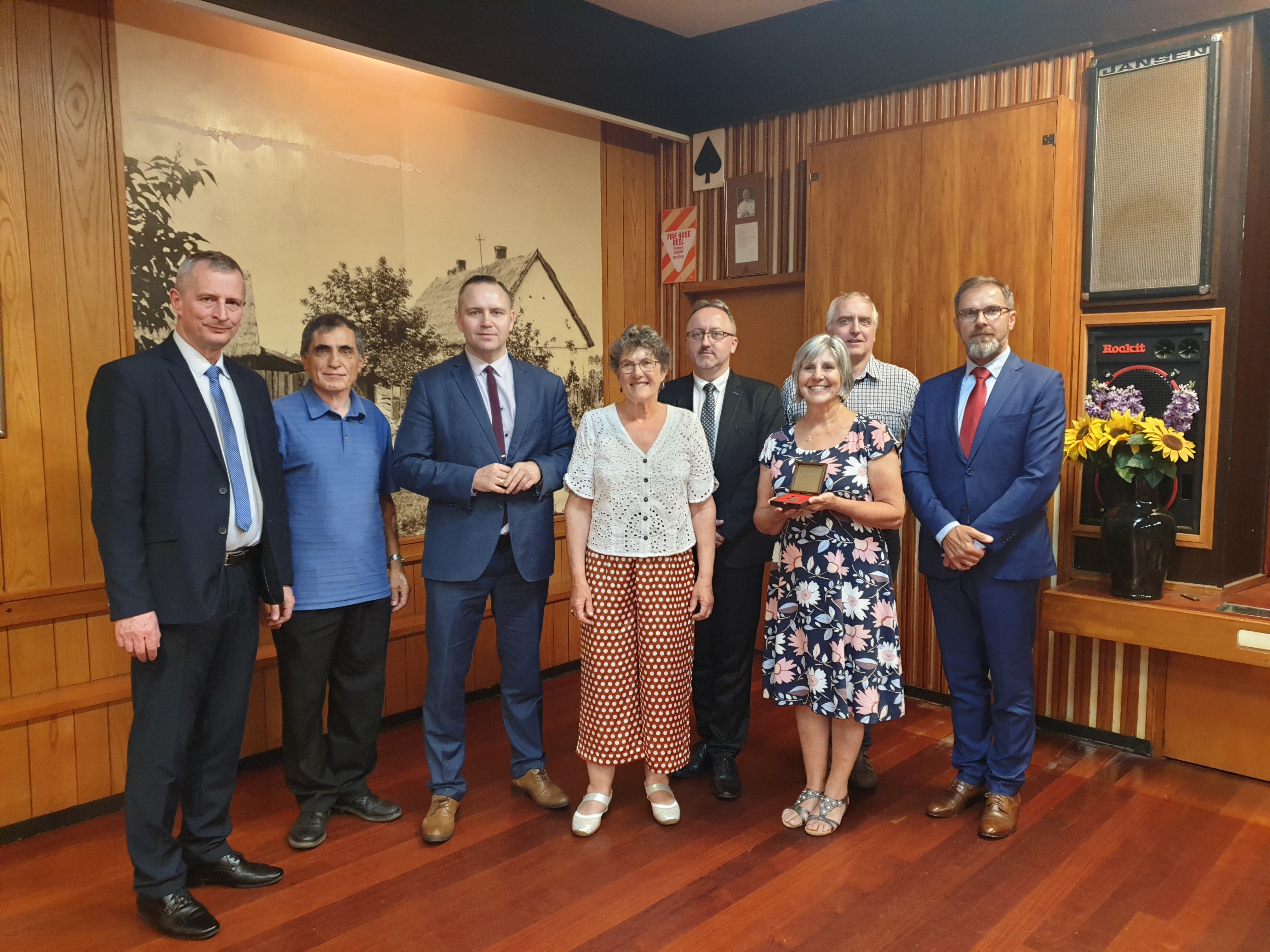
Karol Nawrocki jako dyrektor Muzeum II Wojny Światowej w Gdańsku, w czasie spotkania z Polonią w Nowej Zelandii (2020)

Był jednym z pierwszych historyków, który podjął badania nad przestępczością zorganizowaną w PRL w latach 80. Pełnił funkcję przewodniczącego Koalicji Pamięci Żołnierzy Niezłomnych w Gdańsku. Był członkiem Rady Dyplomacji Historycznej przy Ministrze Spraw Zagranicznych RP. Alumn projektu Departamentu Stanu USA International Visitor Leadership Program (IVLP) w 2018. 30 stycznia 2020 został powołany w skład Rady Muzeum Dom Rodziny Pileckich. W listopadzie 2020, decyzją radnych miasta Sochaczew, został członkiem rady programowej Muzeum Ziemi Sochaczewskiej i Pola Bitwy nad Bzurą. Od kwietnia 2021 zasiadał w Radzie do Spraw Muzeów i Miejsc Pamięci Narodowej. Od 14 maja 2021 był członkiem Rady przy Muzeum Żołnierzy Wyklętych w Ostrołęce. W lutym 2022 został powołany w skład Rady Programowej i Rady Biblioteki Narodowego Instytutu Kultury i Dziedzictwa Wsi. W czerwcu 2022 został powołany na członka Rady Muzeum II Wojny Światowej w Gdańsku, w której zasiadał do lipca 2024. W 2023 został członkiem Rady Biura „Niepodległa”.
Był autorem lub współautorem kilku publikacji książkowych oraz kilkudziesięciu artykułów naukowych i popularnonaukowych z zakresu historii opozycji antykomunistycznej, historii sportu oraz przestępczości zorganizowanej w PRL; artykuły publicystyczne publikował m.in. w portalu histmag.org, „Magazynie Solidarność”, „Polityce” i „Do Rzeczy”. Ekspert programu historycznego TVP3 Gdańsk „W świetle prawdy” oraz „Wojna i Pamięć”. W 2018 pod pseudonimem Tadeusz Batyr opublikował biografię Nikodema „Nikosia” Skotarczaka pt. Spowiedź Nikosia zza grobu.

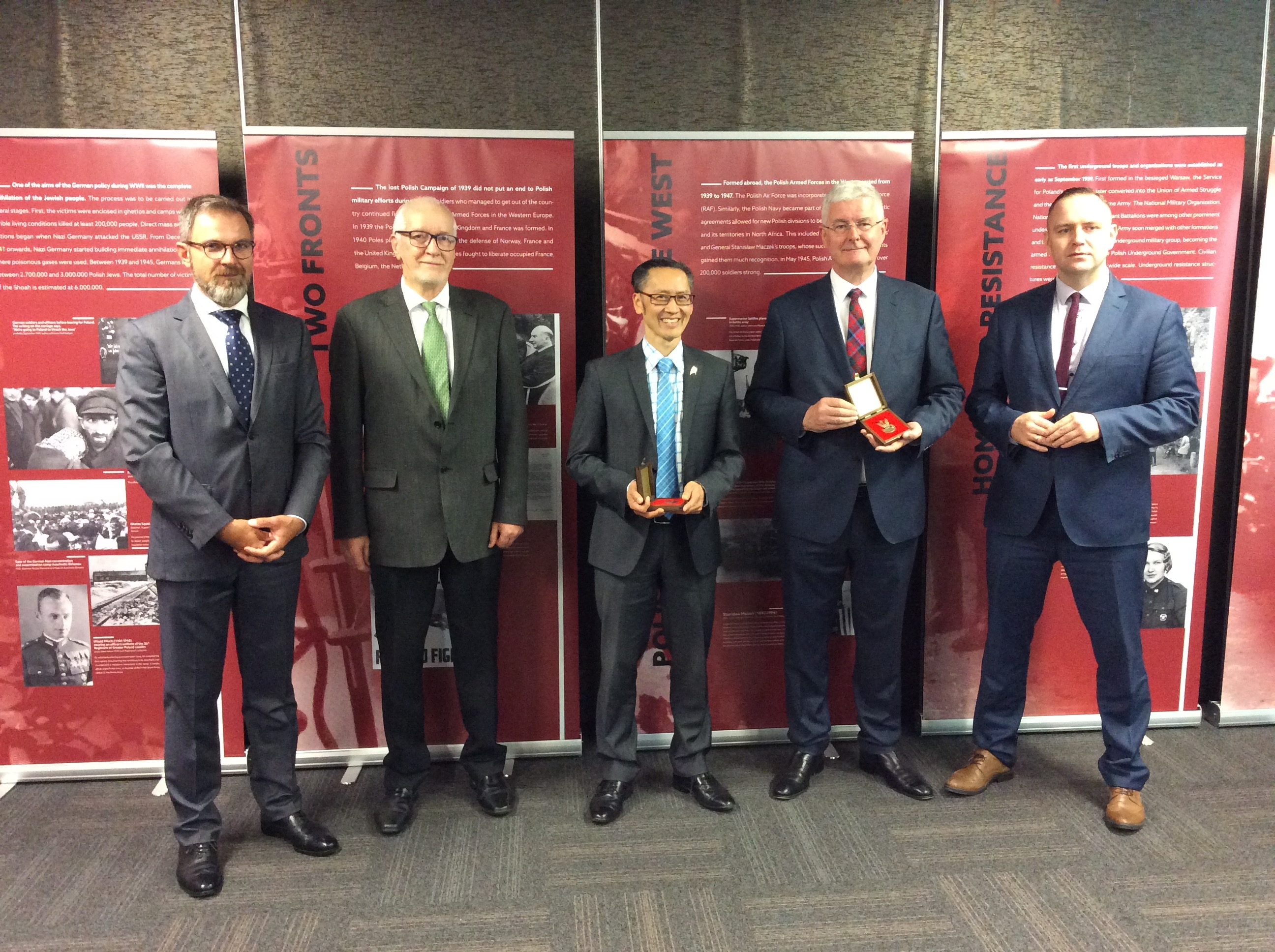
Karol Nawrocki na prezentacji wystawy pt. „Fighting and Suffering” w Nowej Zelandii (2020)

W 2016, jako pełnomocnik prezesa IPN, zajmował się organizacją pogrzebu Danuty Siedzikówny i Feliksa Selmanowicza. W 2018 współprzewodniczył Komitetowi Społecznemu, który wzniósł w Gdańsku Pomnik Żołnierzy Wyklętych. 4 sierpnia 2018, wraz z kombatantami, odsłonił ten pomnik. W 2019 sprawował funkcję Pełnomocnika Ministra Kultury i Dziedzictwa Narodowego ds. organizacji obchodów 80. rocznicy wybuchu II wojny światowej. W 2019 wspólnie z MSZ zainicjował oraz koordynował realizację międzynarodowego projektu wystawienniczego „Fighting and Suffering”, który w ponad 160 miejscach na całym świecie zaprezentował dzieje Polski i Polaków podczas II wojny światowej.

### Działalność społeczna
W latach 2011–2017 był przewodniczącym Rady Dzielnicy Siedlce w Gdańsku.
W 2013 był jednym z głównych inicjatorów i współorganizatorów powstania w Gdańsku Alei imienia Żołnierzy Wyklętych. W 2015, jeszcze jako naczelnik Oddziałowego Biura Edukacji Publicznej IPN, zaproponował nazwanie jednej z głównych ulic terenów byłej Stoczni Gdańskiej imieniem bł. ks. Jerzego Popiełuszki. Był członkiem Komitetu Budowy pomnika Danuty Siedzikówny „Inki”, który został odsłonięty w Gdańsku 30 sierpnia tego samego roku.

### Działalność polityczna

#### Wybory prezydenckie w 2025

Karol Nawrocki z przywódcą rumuńskiej AUR George’em Simionem i byłym polskim premierem Mateuszem Morawieckim w Brukseli, 20 marca 2025

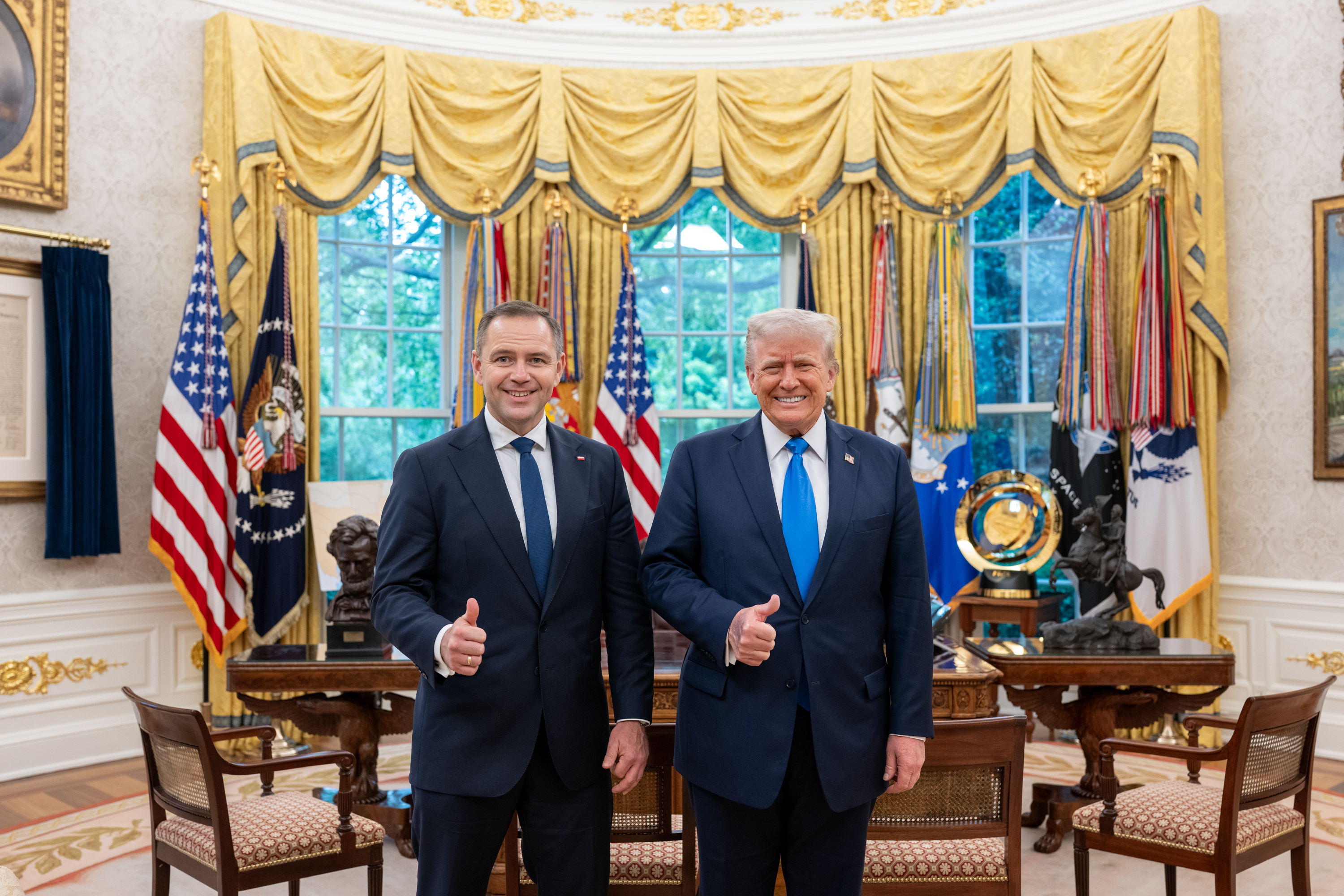
Karol Nawrocki z prezydentem Donaldem Trumpem w Gabinecie Owalnym, 1 maja 2025

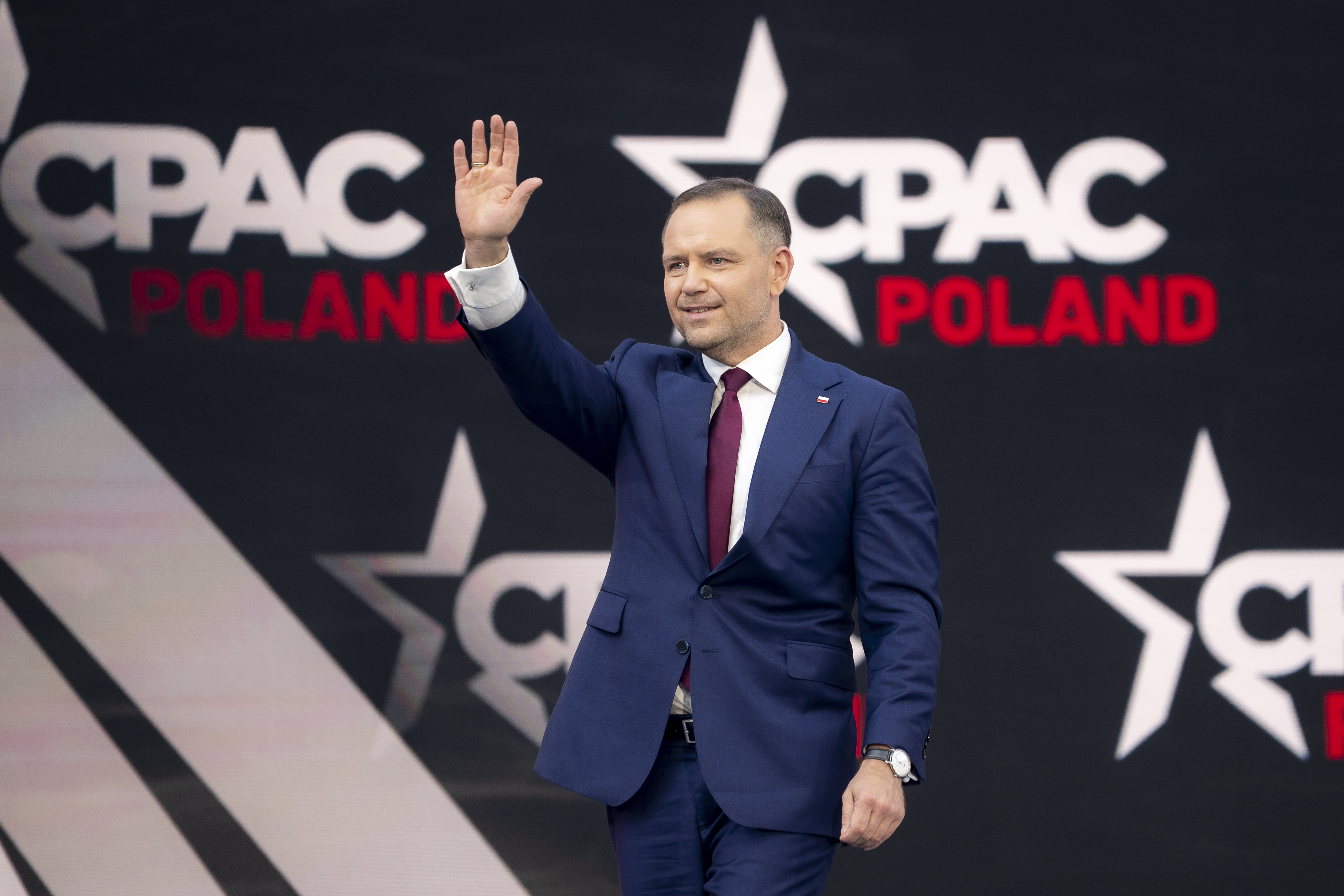
Karol Nawrocki podczas CPAC Poland, 27 maja 2025

Od co najmniej lipca 2024 był rozważany jako kandydat Prawa i Sprawiedliwości w wyborach prezydenckich 2025 roku. 24 listopada 2024, podczas konwencji w hali „Sokoła” w Krakowie, został ogłoszony „kandydatem obywatelskim” na urząd prezydenta RP popieranym przez PiS. Jego kandydaturę ogłosił w imieniu Komitetu Obywatelskiego prof. Andrzej Nowak, a poparcie dla kandydata w imieniu partii zadeklarował prezes Jarosław Kaczyński, co następnie formalnie potwierdziła decyzja rady politycznej PiS z 30 listopada 2024. W skład Komitetu Obywatelskiego popierającego jego kandydaturę weszło kilkaset osób, w tym kawalerowie i damy Orderu Orła Białego: Andrzej Gwiazda, Joanna Duda-Gwiazda, Zofia Romaszewska, Mirosław Chojecki, Jan Krzysztof Kelus, Stanisław Gebhardt, Antoni Lenkiewicz, Jerzy Kalina, Jan Polkowski, Antoni Libera, Bronisław Wildstein, Wojciech Roszkowski, Bogusław Nizieński, Piotr Naimski, Adam Macedoński, Ryszard Legutko. W lutym 2025 jego kandydaturę oficjalnie poparł Niezależny Samorządny Związek Zawodowy „Solidarność”, w kwietniu na konwencji w Łodzi, poparcie dla jego kandydatury zadeklarował urzędujący prezydent RP Andrzej Duda.
24 stycznia 2025 zawiadomiono PKW o utworzeniu komitetu wyborczego Karola Nawrockiego w zaplanowanych na 18 maja wyborach prezydenckich. W marcu 2025 został zarejestrowany jako kandydat.
W toku kampanii wyborczej określił się jako przeciwnik obowiązkowych szczepień dorosłych i dzieci (dopuszczając jednak wyjątki dla określonych chorób). Współodpowiedzialnością za inwazję Rosji na Ukrainę obarczył „europejskie elity”, w tym m.in. ówczesnego premiera Polski Donalda Tuska. W styczniu 2025 opowiedział się przeciwko członkostwu Ukrainy w NATO i Unii Europejskiej do czasu rozwiązania problemów w relacjach polsko-ukraińskich, w tym ekshumacji polskich ofiar rzezi wołyńskiej, co spotkało się z krytyczną reakcją na te słowa ze strony prezydenta Ukrainy Wołodymyra Zełenskiego. W odniesieniu do katastrofy polskiego Tu-154 w Smoleńsku polemizował nad wyjaśnieniem mówiącym o wypadku, nie wykluczając zamachu jako przyczyny. Wyraził pogląd, według którego prezydent USA Donald Trump zapewni bezpieczeństwo Europie Środkowej. Zadeklarował się jako przeciwnik polityki migracyjnej UE i zapowiedział zamiar wypowiedzenia paktu migracyjnego.
Podczas swojej konwencji programowej w marcu 2025 ogłosił „Plan 21” zakładający m.in.: gwarancję braku podnoszenia podatków, obniżkę podatku VAT, podwyższenie drugiego progu podatkowego, zerowy PIT dla rodzin posiadających co najmniej dwójkę dzieci oraz dziedziczenia bez podatku i likwidację tzw. podatku Belki. Wśród zadeklarowanych obietnic programowych wymienił także m.in. powołanie Funduszu Technologii Przełomowych, przywrócenie prac domowych w szkołach czy darmowe lekcje poprzedzające uzyskanie prawa jazdy. Później wysunął także postulaty rozwoju energetyki jądrowej (przy zachowaniu roli polskiego węgla w okresie przejściowym), rozbudowy portów morskich i tworzenia nowych stref inwestycyjnych oraz zobowiązał się blokować prywatyzację strategicznych spółek Skarbu Państwa.
Zapowiedział konstytucyjną gwarancję braku wprowadzenia podatku katastralnego (od mieszkania, w którym się mieszka, co kilka tygodni później musiał doprecyzować jego sztab). Później jednak zadeklarował gotowość do podjęcia w tej sprawie dyskusji. Następnie w Latarniku Wyborczym określił się jako zwolennik podatku katastralnego od trzeciego posiadanego mieszkania. Po tym powiedział: obiecuję, że nie wprowadzę podatku katastralnego. Później w ankiecie serwisu Business Insider określił się jako zwolennik wprowadzenia podatku katastralnego od co najmniej czwartego mieszkania wzwyż, czego później w jednoznaczny sposób nie potwierdził.
5 kwietnia 2025 przedstawił swój program dla wsi, deklarując m.in. sprzeciw wobec Europejskiego Zielonego Ładu i umowy UE z państwami Mercosur, nowych regulacji ograniczających produkcję rolną, budowy wiatraków w pobliżu zabudowań oraz liberalizacji importu żywności z Ukrainy, a także zapowiadając wzmocnienie systemu dopłat i preferencyjnych kredytów dla gospodarstw rodzinnych. Zapowiedział pierwszeństwo dla polskich rolników i przedłużenie obowiązujących do 2026 ograniczeń dla cudzoziemców na wykup gruntów z Zasobu Własności Rolnej Skarbu Państwa.
11 kwietnia 2025 wziął udział w pierwszej i drugiej debacie prezydenckiej w Końskich. 14 kwietnia 2025 był uczestnikiem debaty kandydatów na prezydenta w studiu Telewizji Republika. 28 kwietnia 2025 wziął udział w debacie prezydenckiej zorganizowanej przez Super Express.
1 maja 2025 odbył wizytę w Stanach Zjednoczonych, w czasie której m.in. spotkał się w Gabinecie Owalnym Białego Domu z Donaldem Trumpem. Podczas wizyty podniósł kwestię restrykcji na eksport mikrochipów stosowanych w systemach AI, które niedługo potem zostały uchylone dla większości państw świata, w tym Polski. Nawrocki przedstawił jednak tezę, według której decyzja ta była bezpośrednio uzależniona od jego wizyty.
W pierwszej turze wyborów prezydenckich zdobył wynik 29,54% poparcia, co stanowiło 5 790 804 uzyskanych głosów, zajmując drugie miejsce i przechodząc do drugiej tury wraz z Rafałem Trzaskowskim.

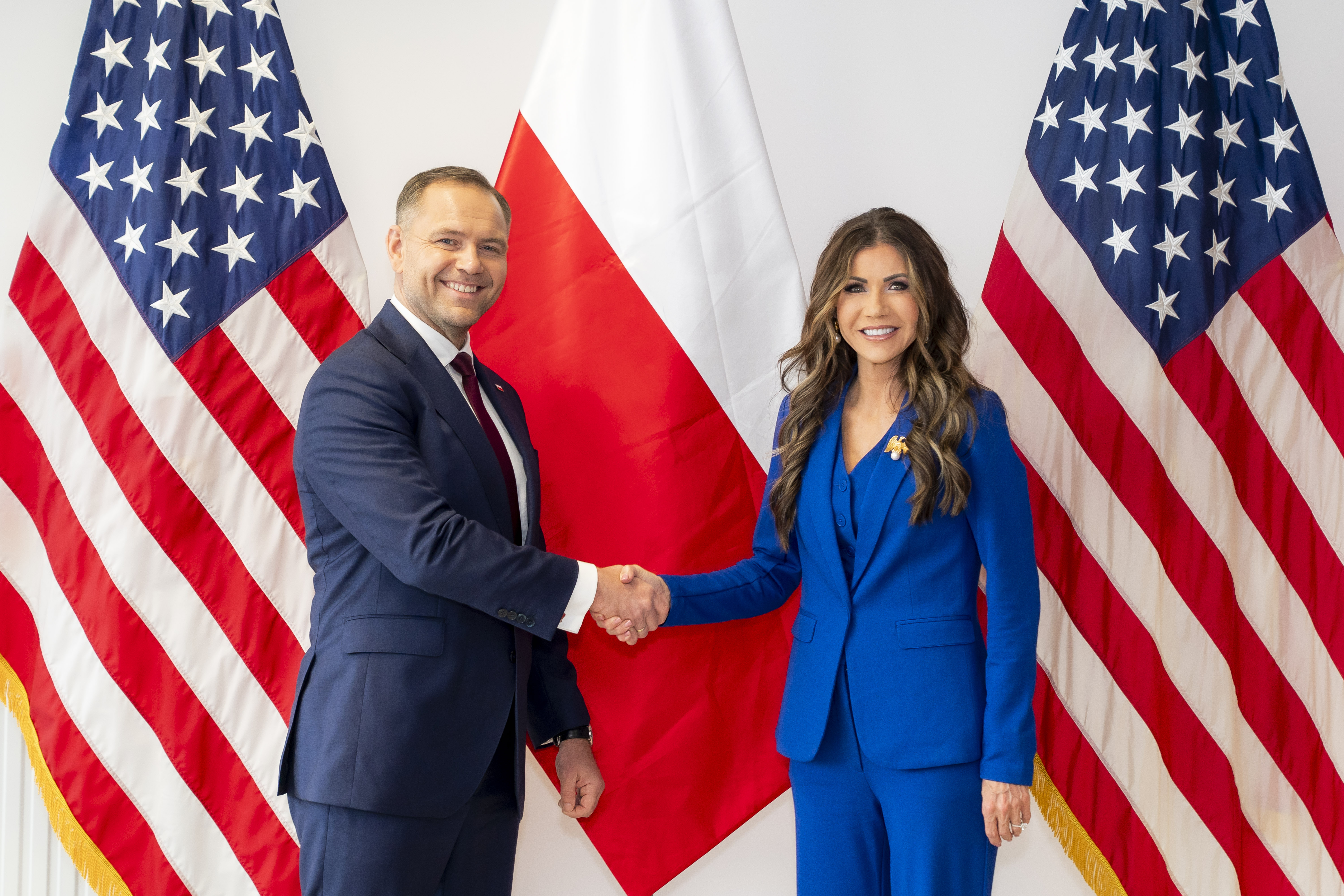
Karol Nawrocki i Kristi Noem, 2025

20 maja 2025 kandydaturę Nawrockiego poparł Niezależny Samorządny Związek Zawodowy Rolników Indywidualnych „Solidarność”. Po I turze wyborów poparcia udzielili mu również m.in. Marek Jakubiak, Paweł Kukiz, Jan Krzysztof Ardanowski (w przeszłości wieloletni członek PiS), Janusz Korwin-Mikke, Wojciech Cejrowski, Przemysław Wipler, Marek Woch, Grzegorz Braun i Artur Bartoszewicz. Wspólne oświadczenie z poparciem dla Nawrockiego wystosowali: Waldemar Gasper, Bogusław Kiernicki, Paweł Milcarek, Marian Piłka, Jan Pospieszalski, Tomasz Rowiński, Marek Jurek,  Jan Łopuszański i Robert Winnicki. Podczas konferencji CPAC Poland zyskał m.in. poparcie sekretarz bezpieczeństwa krajowego USA Kristi Noem.
22 maja 2025 odbył transmitowaną w serwisie YouTube ponad godzinną rozmowę ze Sławomirem Mentzenem, na koniec której podpisał przygotowaną przez Mentzena deklarację programową, zawierającą osiem postulatów zakładających brak podpisu po ewentualnym zwycięstwie w wyborach pod następującymi ustawami i innego rodzaju aktami prawnymi: zwiększającymi podatki, ograniczającymi obrót gotówkowy, swobodę wyrażania poglądów i dostęp do broni, a także ratyfikującymi przyjęcie Ukrainy do NATO (wcześniej uzależniał tę kwestię od rozwiązania problemów w relacjach polsko-ukraińskich), „traktaty unijne osłabiające rolę Polski” oraz wysłanie polskich wojsk na Ukrainę. W rozmowie z Mentzenem odniósł się negatywnie do zaprezentowanego przez prezesa PiS Jarosława Kaczyńskiego w 2020 i 2022 pięciopunktowego programu ochrony zwierząt (tzw. piątka dla zwierząt), który obejmował m.in. zakaz hodowli zwierząt na futro i ograniczenie uboju rytualnego.
23 maja 2025 wziął udział z Rafałem Trzaskowskim w debacie prezydenckiej przed drugą turą wyborów.
24 maja 2025 podpisał deklarację stowarzyszenia TAK dla CPK zawierającą m.in. zobowiązanie skierowania do Sejmu prezydenckiego projektu ustawy o budowie Centralnego Portu Komunikacyjnego oraz komponentu kolejowego w „najkrótszym możliwym terminie” i w pierwotnym kształcie.
W drugiej turze wyborów prezydenckich został wybrany na urząd prezydenta RP, uzyskując 50,89% poparcia, co stanowiło 10 606 877 głosów ważnych.

#### Prezydent elekt
11 czerwca 2025 podczas uroczystości na Zamku Królewskim w Warszawie odebrał uchwałę PKW w sprawie stwierdzenia wyniku wyboru prezydenta RP.
18 czerwca 2025 na zaproszenie ustępującego prezydenta RP Andrzeja Dudy, jako prezydent elekt, wziął udział w Radzie Bezpieczeństwa Narodowego.
1 lipca 2025 odbył spotkanie z sekretarzem generalnym NATO Markiem Rutte w Brukseli. Podczas spotkania poruszył m.in. temat problematyki migracyjnej, polityki transatlantyckiej oraz podsumowania szczytu w Hadze i implementacji wypracowanych tam rozwiązań.

### Prezydent Rzeczypospolitej Polskiej

Uroczystość zaprzysiężenia Karola Nawrockiego na urząd Prezydenta RP przed Zgromadzeniem Narodowym, 6 sierpnia 2025

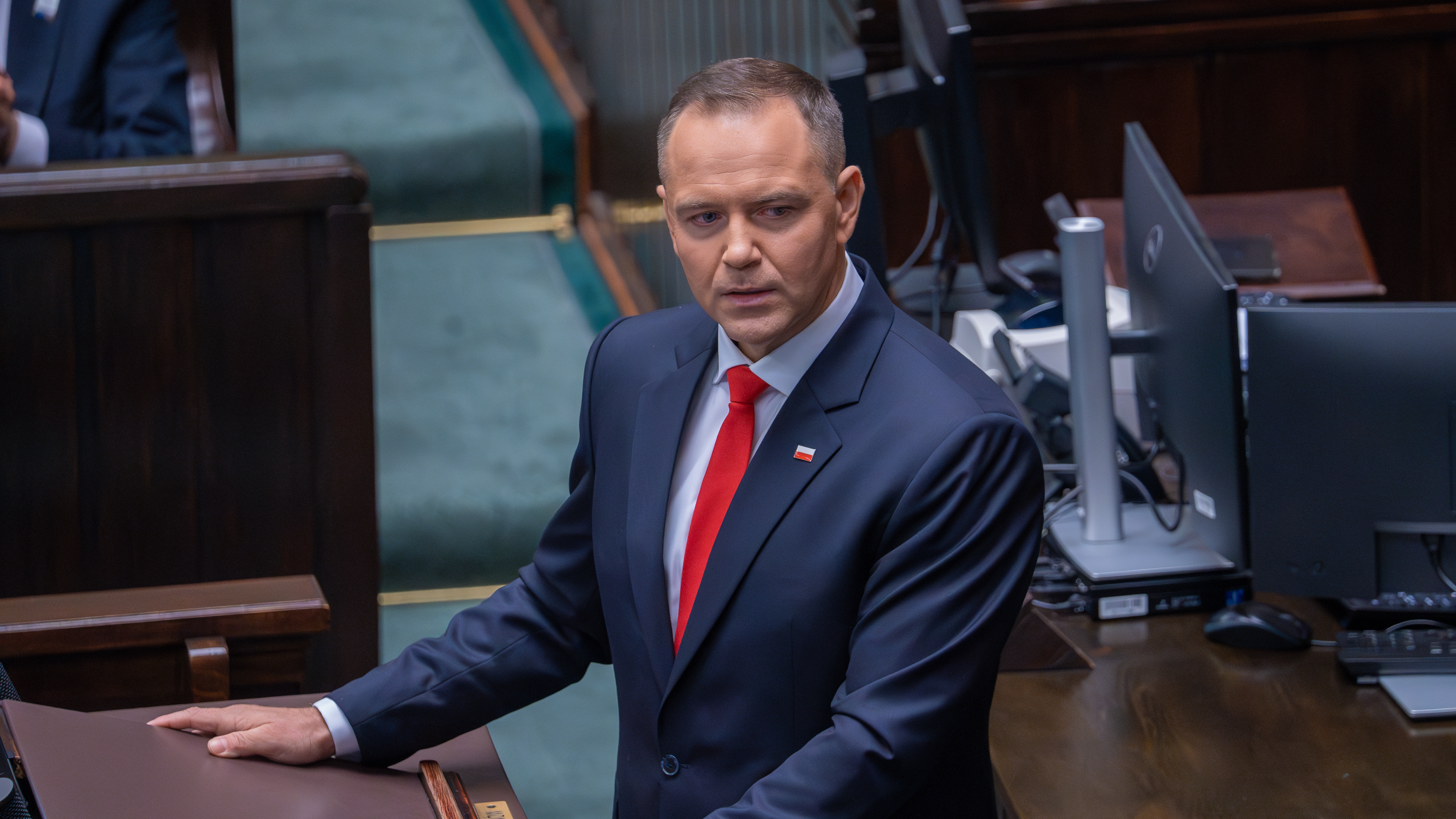
Karol Nawrocki podczas orędzia przed Zgromadzeniem Narodowym, 6 sierpnia 2025

#### Początek prezydentury
Pięcioletnia kadencja prezydencka Karola Nawrockiego rozpoczęła się 6 sierpnia 2025 z chwilą złożenia przysięgi przed Zgromadzeniem Narodowym. W trakcie orędzia inaugurującego prezydenturę, zapowiedział m.in. opracowanie nowej Konstytucji RP, niewyrażanie zgody na awansowanie i nominowanie sędziów „godzących w porządek konstytucyjno-prawny Rzeczypospolitej Polskiej”, a także wyraził sprzeciw wobec przyjęcia przez Polskę waluty euro oraz nielegalnej imigracji. Tego samego dnia Karol Nawrocki przyjął zwierzchnictwo nad Siłami Zbrojnymi RP.

#### Kancelaria Prezydenta RP
7 sierpnia 2025 powołał na stanowiska kierownicze w Kancelarii Prezydenta RP oraz Biurze Bezpieczeństwa Narodowego: 
- Zbigniewa Boguckiego – szefa Kancelarii Prezydenta,
- Adama Andruszkiewicza – zastępcy szefa Kancelarii Prezydenta,
- Pawła Szefernakera – szefa gabinetu Prezydenta,
- Jarosława Dębowskiego – zastępcy szefa gabinetu Prezydenta,
- Sławomira Cenkiewicza – szefa Biura Bezpieczeństwa Narodowego,
- Marcina Przydacza – szefa Biura Polityki Międzynarodowej,
- Wojciecha Kolarskiego – sekretarza stanu w Kancelarii Prezydenta,
- Rafała Leśkiewicza – podsekretarza stanu w Kancelarii Prezydenta oraz rzecznika prasowego Prezydenta,

na stanowiska podsekretarzy stanu w KPRP zostali powołani natomiast: Agnieszka Jędrzak, Karol Rabenda oraz Mateusz Kotecki.

#### Działalność legislacyjna
| #  | Nazwa projektu ustawy                                                                        | Data wpływu      | Numer druku sejmowego | Zakres tematyczny           | Status projektu                                                  | Opis założeń                                                                                  | źr.     |
| -- | -------------------------------------------------------------------------------------------- | ---------------- | --------------------- | --------------------------- | ---------------------------------------------------------------- | --------------------------------------------------------------------------------------------- | ------- |
| 1. | Ustawa o zapewnieniu realizacji inwestycji Centralnego Portu Komunikacyjnego                 | 8 sierpnia 2025  | nie nadano            | infrastruktura transportowa | skierowany do opinii Biura Legislacyjnego Sejmu oraz konsultacji | Projekt ustawy zakłada uruchomienie CPK do 2031 oraz rozbudowę sieci kolejowej o ok. 2000 km. | [ 120 ] |
| 2. | Ustawa o zmianie ustawy o podatku dochodowym od osób fizycznych oraz niektórych innych ustaw | 11 sierpnia 2025 | nie nadano            | prawo podatkowe             | skierowany do opinii Biura Legislacyjnego Sejmu oraz konsultacji | Zmiana sposobu naliczania podatku PIT.                                                        | [ 121 ] |
| 3. | Ustawa o zmianie niektórych ustaw w celu ochrony polskiego rolnictwa                         | 11 sierpnia 2025 | nie nadano            | prawo rolne                 | skierowany do opinii Biura Legislacyjnego Sejmu oraz konsultacji | Przedłużenie zakazu wyprzedaży polskiej ziemi w obce ręce o 10 lat do 2036 oraz inne zmiany.  | [ 121 ] |

## Wyniki wyborcze
| Wybory | Komitet wyborczy    | Komitet wyborczy                                                        | Organ        | Okręg        | Wynik              |
| ------ | ------------------- | ----------------------------------------------------------------------- | ------------ | ------------ | ------------------ |
| 2025   |                     | KW Kandydata na Prezydenta Rzeczypospolitej Polskiej Karola Nawrockiego | Prezydent RP | Prezydent RP | 5 790 804 (29,54%) |
| 2025   | 10 606 877 (50,89%) | KW Kandydata na Prezydenta Rzeczypospolitej Polskiej Karola Nawrockiego | Prezydent RP | Prezydent RP |                    |

## Kontrowersje

### Gloryfikacja Brygady Świętokrzyskiej
W sierpniu 2024 jako prezes Instytutu Pamięci Narodowej wziął udział w zorganizowanych przez IPN uroczystościach gloryfikujących 80. rocznicę utworzenia Brygady Świętokrzyskiej – jednostki partyzanckiej odłamu Narodowych Sił Zbrojnych, który nie podporządkował się rozkazowi scalenia z Armią Krajową (NSZ-ZJ). Na Brygadzie Świętokrzyskiej ciążą poważne zarzuty o kolaborację z Niemcami, związane m.in. z działalnością Huberta Jury i Organizacji Toma, oraz o wyznawanie poglądów faszystowskich. Kierownictwo polityczne Brygady tworzyli działacze przedwojennego Obozu Narodowo-Radykalnego (ONR).

### Sprawa wynajmu apartamentów w Muzeum II Wojny Światowej w Gdańsku
W czasie kampanii wyborczej w 2025 media poinformowały, iż będąc dyrektorem Muzeum II Wojny Światowej w Gdańsku w latach 2018–2020, mimo mieszkania 5 kilometrów od budynku muzeum, Nawrocki miał wynajmować przez łącznie 201 dni pokoje hotelu muzealnego bez płacenia za wynajem. W związku z tym prokuratura w 2025 wszczęła śledztwo

### Kontakty ze środowiskami przestępczymi
W ogólnopolskich mediach pojawiały się także publikacje wskazujące na kontakty Karola Nawrockiego z osobami ze świata przestępczego, środowisk pseudokibiców i neonazistów. Nawrocki zdystansował się od tych zarzutów, stwierdzając, że jako historyk zajmował się resocjalizacją przestępców, m.in. prowadząc zajęcia w więzieniach, a jako sportowiec spotykał osoby karane, np. na salach bokserskich, a także deklarował, że trzykrotnie (w 2009, 2014 i 2021) poddany został procedurze sprawdzającej w związku z ubieganiem się o dostęp do informacji niejawnych i w jej wyniku uzyskiwał najwyższy stopień dostępu – do poziomu informacji ściśle tajnych. Rzecznik MSWiA później stwierdził, że Karol Nawrocki w 2021, mimo negatywnej opinii ABW, dostał poświadczenie bezpieczeństwa tylko dzięki jednoosobowej decyzji ówczesnego szefa ABW, Krzysztofa Wacławka; ten stwierdził jednak, że audyt przeprowadzony w ABW po zmianie władzy nie wykazał nieprawidłowości w tej sprawie.

### Podwójna tożsamość
W marcu 2025 portal Onet.pl ujawnił, że w 2018 napisał pod pseudonimem Tadeusz Batyr biografię znanego trójmiejskiego gangstera Nikodema „Nikosia” Skotarczaka i że jeszcze w tym samym roku udzielił dla TVP Gdańsk jako Tadeusz Batyr wywiadu, w którym mając zapewnione środki ochrony wizerunku (zamazana twarz i zmieniony głos) na stwierdzenie dziennikarki, że przy pisaniu książki powołał się na „prace badawcze historyka, doktora Karola Nawrockiego”, odparł, że Karol Nawrocki zainspirował go do pracy nad książką i że jako pierwszy zajmował się poruszaną w książce tematyką. O sprawie poinformowało też BBC.

### Sprawa przejęcia mieszkania
W kwietniu 2025 podczas debaty prezydenckiej organizowanej przez Super Express stwierdził, że posiada jedno mieszkanie. Portal Onet.pl ujawnił, że z zapisów ksiąg wieczystych wynika, że Karol Nawrocki posiadał wówczas także drugie mieszkanie, 28-metrową gdańską kawalerkę, którą miał nabyć w 2017, a w której do 2024 miał mieszkać 80-letni niepełnosprawny mężczyzna, jej były właściciel, aktualnie przebywający w domu pomocy społecznej. Kolejne publikacje dotyczyły m.in. kontrowersji wokół okoliczności i sposobu nabycia tego mieszkania (będącego pierwotnie mieszkaniem komunalnym), braku realizacji jego zobowiązania do zapewnienia utrzymania starszego mężczyzny czy kwestii uiszczenia ceny.

### Udział w ustawce pseudokibiców
W maju 2025 podczas rozmowy ze Sławomirem Mentzenem przyznał, że brał udział w ustawce. Według ustaleń Wirtualnej Polski odbyła się ona w październiku 2009 między około 140 kibicami Lechii Gdańsk i Lecha Poznań. Kontrowersje podczas wywiadu z Mentzenem wywołała również wypowiedź Nawrockiego, w której nazwał ustawki „aktywnością sportową”.  Rzecznik Prokuratury Okręgowej w Poznaniu, prok. Łukasz Wawrzyniak, na antenie Polsat News stwierdził, że nazwisko Nawrockiego nie pojawia się w postępowaniu dotyczącym sprawy tej ustawki, w którym postawiono akty oskarżenia wobec 78 uczestników, ani w żadnym innym, które było procedowane w Prokuraturze Okręgowej w Poznaniu.

### Zażycie używki podczas debaty telewizyjnej
Podczas debaty przed II turą wyborów prezydenckich na antenie TVP zażył na wizji snusa lub woreczek nikotynowy (mimo początkowego deklarowania, że była to guma), co wywołało liczne kontrowersje.

### Domniemana działalność sutenerska
26 maja 2025 w serwisie Onet.pl ukazał się artykuł przytaczający anonimowe relacje świadków i znajomych Karola Nawrockiego, który to w 2007 pracował w Grand Hotelu w Sopocie jako ochroniarz. Według tych relacji, Karol Nawrocki miał uczestniczyć w sprowadzaniu prostytutek na rzecz gości hotelowych. Analogiczne oskarżenia w październiku 2024 pojawiły się również na łamach „Gazety Wyborczej”. W dniu opublikowania artykułu w Onecie Karol Nawrocki zaprzeczył doniesieniom Onetu, a następnie złożył pozew cywilny wobec portalu.

## Życie prywatne
Jest synem Ryszarda Nawrockiego (ur. 9 stycznia 1949, zm. 15 września 2008), pochowanego na cmentarzu Łostowickim w Gdańsku (kwatera 78, rząd 22, grób 21), oraz Elżbiety (ur. 1959). Jego ojciec był z zawodu tokarzem, zaangażował się w działalność opozycyjną w okresie PRL, należał do NSZZ „Solidarność”, a matka została introligatorką. Ma siostrę, Ninę (ur. 1991), związaną zawodowo z branżą gastronomiczną, która pracuje jako cukiernik i pełni stanowisko szefowej cukierni w restauracji Mercato w Gdańsku. Jego stryjem jest emerytowany bokser Waldemar Nawrocki, znany w środowisku bokserskim Trójmiasta pod pseudonimem „CiuCiu”, wieloletni trener i zawodnik bokserskiego klubu Stoczniowiec Gdańsk oraz były strażnik w Stoczni Gdańskiej. 
Jego żoną jest Marta Nawrocka z domu Smoleń (ur. 1986), zatrudniona w Krajowej Administracji Skarbowej; ślub zawarli 22 maja 2010, po pięciu latach związku. Mają troje dzieci: syna Antoniego (ur. 2010), córkę Katarzynę (ur. 2018) oraz drugiego syna Daniela (ur. 2003), który jest dzieckiem Marty Nawrockiej z pierwszego związku i został adoptowany przez Karola Nawrockiego oraz nosi jego nazwisko. Daniel Nawrocki w wyborach samorządowych w 2024 kandydował bezskutecznie do Rady Miasta Gdańska z listy Prawa i Sprawiedliwości, w tym samym roku został radnym dzielnicy Siedlce w Gdańsku.
Posiada pozwolenie na broń do celów ochrony osobistej. 
Jest kibicem Lechii Gdańsk.

## Odznaczenia, nagrody i wyróżnienia
Otrzymane z urzędu
Z tytułu wyboru na urząd prezydenta RP Karol Nawrocki został kawalerem Orderu Orła Białego, Wielkim Mistrzem Orderu i przewodniczącym jego Kapituły, a także kawalerem Orderu Odrodzenia Polski I Klasy, Wielkim Mistrzem Orderu i przewodniczącym jego Kapituły. 6 sierpnia 2025 otrzymał insygnia orderów.
Odznaczenia państwowe
- 2021: Srebrny Krzyż Zasługi, „za zasługi w dokumentowaniu i upamiętnianiu prawdy o najnowszej historii Polski”[219]
- 2016: Brązowy Krzyż Zasługi, „za zasługi w dokumentowaniu i upamiętnianiu prawdy o najnowszej historii Polski” (na wniosek Prezesa Instytutu Pamięci Narodowej – Komisji Ścigania Zbrodni przeciwko Narodowi Polskiemu)[220]

Odznaki resortowe
- 2018: Medal „Pro Patria”, „za szczególne zasługi w kultywowaniu pamięci o walce o niepodległość Rzeczypospolitej Polskiej”[221]
- 2020: Odznaka Honorowa „Bene Merito”[222]
- 2021: Srebrna Odznaka „Za zasługi w pracy penitencjarnej”[223]
- 2022: Medal Trzydziestolecia Powołania Straży Granicznej[224]
- 2023: Medal „Pro Bono Poloniae”[225]
- 2023: Złoty Medal „Zasłużony dla Nauki Polskiej Sapientia et Veritas”[226]
- 2023: Odznaka Honorowa za Zasługi dla Polonii i Polaków za Granicą[227]

Odznaki okolicznościowe
- 2019: Medal 100-lecia Odzyskania Niepodległości[228]

Inne wyróżnienia
- 2015: Medal „Zasłużony dla miasta Elbląga”[229]
- 2016: Medal „Pamiętaj Polsko o Tych Synach Swoich” Stowarzyszenia Rodzina Katyńska[230]
- 2016: Medal „Zło dobrem zwyciężaj”, „za szerzenie pamięci o Bł. Ks. Jerzym Popiełuszko, patronie »Solidarności« i męczennikach, bohaterach oraz mężach stanu z poświęceniem służących Bogu i Ojczyźnie, a także za obronę wartości wiary, życia ludzkiego i wyrażaną troskę o niepodległość naszej umiłowanej Ojczyzny”[231][232]
- 2016: Pierścień „Inki”, „za postawę patriotyczną i krzewienie pamięci o Żołnierzach Wyklętych” (odznaczony przez kapitułę pod przewodnictwem Arcybiskupa Metropolity Gdańskiego Sławoja Leszka Głódzia)[233]
- 2018: Medal „Za Zasługi dla Polaków w Kazachstanie” (przyznawanym przez Centrum Kultury Polskiej „Więź” w Ałmaty)[234]
- 2018: Odznaka „Za Zasługi dla Światowego Związku Żołnierzy Armii Krajowej”[51]
- 2019: Srebrny BohaterON im. Powstańców Warszawskich w kategorii osoba publiczna, „za promocję w 2018 roku historii Polski XX wieku, działania mające na celu upamiętnienie Żołnierzy Wyklętych w Gdańsku oraz rozwój Muzeum II Wojny Światowej”[235][236]
- 2022: Odznaka Honorowa Krzyż Pamięci Szlaku Nadziei, „za szczególne zasługi na rzecz zachowania pamięci historycznej o polskiej obecności w Uzbekistanie w szczególności poprzez działanie na rzecz kultywowania pamięci o obecności żołnierzy Armii gen. Andersa i polskiej ludności cywilnej w Uzbekistanie w 1942 r., identyfikacji i upamiętniania Polaków spoczywających na Cmentarzach Wojennych na terytorium Uzbekistanu oraz budowania przyjaznych relacji pomiędzy Polską i Uzbekistanem” (przyznawane przez Centrum Kultury Polskiej „Świetlica Polska” w Taszkencie)[237]
- 2023: Srebrny Medal „Labor Omnia Vincit” Towarzystwa im. Hipolita Cegielskiego[11]
- 2023: Odznaka Zasługi Światowego Związku Żołnierzy Armii Krajowej Okręg Zamość[238][239]
- Honorowa odznaka Stowarzyszenia Federacji Młodzieży Walczącej[240]
- 2025: Nagroda Klubów „Gazety Polskiej” za rok 2024[241]

Plebiscyty
- 2016: Osobowość roku na Pomorzu w kategorii działalność charytatywna i społeczna w plebiscycie Dziennika Bałtyckiego[242][243]
- 2017: Osobowość roku w Gdańsku w kategorii kultura w plebiscycie Dziennika Bałtyckiego[244][245]
- 2024: „Człowiek Wolności” tygodnika „Sieci”[246]

## Publikacje
W swoim dorobku posiada kilka publikacji książkowych oraz kilkadziesiąt artykułów naukowych i popularnonaukowych, w tym m.in.:
Książki
- Karol Nawrocki: Zarys historii NSZZ „Solidarność” regionu elbląskiego (1980–1989). Gdańsk: Instytut Pamięci Narodowej – Komisja Ścigania Zbrodni przeciwko Narodowi Polskiemu, 2010, seria: Publikacje Gdańskiego Oddziału IPN. t. 7. ISBN 978-83-7629-139-0. OCLC 750631710. Brak numerów stron w książce
- Karol Nawrocki: Wokół elbląskiej „Solidarności”: dokumenty. Gdańsk: Instytut Pamięci Narodowej – Komisja Ścigania Zbrodni przeciwko Narodowi Polskiemu, 2011, seria: Publikacje Gdańskiego Oddziału IPN. t. 15. ISBN 978-83-7629-297-7. OCLC 816303036. Brak numerów stron w książce
- Karol Nawrocki: Sprawa kwidzyńska 1982: internowanie, pobicie, proces. Gdańsk ; Kwidzyn: Instytut Pamięci Narodowej – Komisja Ścigania Zbrodni przeciwko Narodowi Polskiemu, 2012. ISBN 978-83-62129-91-1. OCLC 812715506. Brak numerów stron w książce
- Karol Nawrocki: Studium przypadku: opór społeczny wobec władzy komunistycznej w województwie elbląskim (1976–1989). Gdańsk: Instytut Pamięci Narodowej – Komisja Ścigania Zbrodni przeciwko Narodowi Polskiemu, 2014, seria: Publikacje Gdańskiego Oddziału IPN. t. 46. ISBN 978-83-7629-651-7. OCLC 899771018. Brak numerów stron w książce
- Mariusz Kordek, Karol Nawrocki: Lechia – Juventus: więcej niż mecz. Pelplin: Wydawnictwo „Bernardinum”, 2014. ISBN 978-83-7823-475-3. OCLC 903349456. Brak numerów stron w książce
- Piotr Chomicki, Karol Nawrocki, Wiesław Wika: Szkice z dziejów pomorskiej piłki nożnej (1903–2015). Gdańsk: Edgar Kreb Anna Manowska, 2015. ISBN 978-83-943615-0-1. OCLC 932241984. Brak numerów stron w książce
- Tadeusz Batyr: Spowiedź Nikosia zza grobu. Zona Zero, 2018. ISBN 978-83-950193-9-5. OCLC 1034634712. Brak numerów stron w książce
- Karol Nawrocki: Polska silna historią. Warszawa: Transatlantic Foundation, 2025. ISBN 978-83-972668-1-0. Brak numerów stron w książce

Redakcja
- Karol Nawrocki, Jarosław Wąsowicz (red.), Wielka Lechia moich marzeń: pamięci Tadeusza Duffeka „Dufa” (1968–2005) w 10. rocznicę śmierci, Gdańsk: Zakład Poligraficzny Henryk Górowski, 2015, ISBN 978-83-942922-1-8, OCLC 932206662. Brak numerów stron w książce
- Karol Nawrocki (red.), Mapa terroru: śladami zbrodni komunistycznych w województwie gdańskim (1945–1956), Gdańsk: Instytut Pamięci Narodowej – Komisja Ścigania Zbrodni przeciwko Narodowi Polskiemu, 2016 (Publikacje Gdańskiego Oddziału IPN), ISBN 978-83-8098-048-8, OCLC 995626034, t. 57. Brak numerów stron w książce
- Karol Nawrocki, Daniel Wicenty (red.), Brudne wspólnoty: przestępczość zorganizowana w PRL w latach siedemdziesiątych i osiemdziesiątych XX wieku, Gdańsk: Instytut Pamięci Narodowej – Komisja Ścigania Zbrodni przeciwko Narodowi Polskiemu, 2018 (Publikacje Gdańskiego Oddziału IPN), ISBN 978-83-8098-353-3, OCLC 1078356346, t. 65. Brak numerów stron w książce